# Championnats du monde de patinage artistique 1975
Navigation
Mondiaux 1974 Mondiaux 1976
Les championnats du monde de patinage artistique 1975 ont lieu du 4 au 8 mars 1975 à la patinoire de Broadmoor à Colorado Springs aux États-Unis.

## Qualifications
Les patineurs sont éligibles à l'épreuve s'ils représentent une nation membre de l'Union internationale de patinage (International Skating Union en anglais). Les fédérations nationales sélectionnent leurs patineurs en fonction de leurs propres critères.
Sur la base des résultats des championnats du monde 1974, l'Union internationale de patinage autorise chaque pays à avoir de une à trois inscriptions par discipline. 

## Podiums
| Épreuves                            | Or                                 | Argent                          | Bronze                       |
| ----------------------------------- | ---------------------------------- | ------------------------------- | ---------------------------- |
| Messieurs résultats détaillés       | Sergueï Volkov                     | Vladimir Kovalev                | John Curry                   |
| Dames résultats détaillés           | Dianne de Leeuw                    | Dorothy Hamill                  | Christine Errath             |
| Couples résultats détaillés         | Irina Rodnina / Aleksandr Zaïtsev  | Romy Kermer /Rolf Österreich    | Manuela Groß / Uwe Kagelmann |
| Danse sur glace résultats détaillés | Irina Moïsseïeva / Andrei Minenkov | Colleen O'Connor / James Millns | Hilary Green / Glyn Watts    |

## Tableau des médailles
| Rang  | Nation             | Or | Argent | Bronze | Total |
| ----- | ------------------ | -- | ------ | ------ | ----- |
| 1     | Union soviétique   | 3  | 1      | 0      | 4     |
| 2     | Pays-Bas           | 1  | 0      | 0      | 1     |
| 3     | États-Unis         | 0  | 2      | 0      | 2     |
| 4     | Allemagne de l'Est | 0  | 1      | 2      | 4     |
| 5     | Royaume-Uni        | 0  | 0      | 2      | 2     |
| Total | Total              | 4  | 4      | 4      | 12    |

## Détails des compétitions

### Messieurs
| Rang | Nom                 | Nation             | Places | Points | Fig. impo. | Prog. court | Prog. libre |
| ---- | ------------------- | ------------------ | ------ | ------ | ---------- | ----------- | ----------- |
| 1    | Sergueï Volkov      | Union soviétique   | 13     |        | 1          | 6           | 4           |
| 2    | Vladimir Kovalev    | Union soviétique   | 27     |        | 3          | 4           | 3           |
| 3    | John Curry          | Royaume-Uni        | 23     |        | 2          | 2           | 5           |
| 4    | Toller Cranston     | Canada             | 29     |        | 4          | 3           | 2           |
| 5    | Gordon McKellen     | États-Unis         | 48     |        | 5          | 5           | 7           |
| 6    | Yuri Ovtchinnikov   | Union soviétique   | 53     |        | 8          | 1           | 6           |
| 7    | Terry Kubicka       | États-Unis         | 61     |        | 11         | 7           | 1           |
| 8    | Ron Shaver          | Canada             | 76     |        | 6          | 9           | 9           |
| 9    | László Vajda        | Hongrie            | 81     |        | 9          | 10          | 10          |
| 10   | Minoru Sano         | Japon              | 86     |        | 10         | 8           | 8           |
| 11   | Zdeněk Pazdírek     | Tchécoslovaquie    | 108    |        | 7          | 12          | 17          |
| 12   | Robin Cousins       | Royaume-Uni        | 114    |        | 15         | 11          | 11          |
| 13   | Didier Gailhaguet   | France             | 114    |        | 12         | 13          | 14          |
| 14   | Bernd Wunderlich    | Allemagne de l'Est | 129    |        | 13         | 16          | 15          |
| 15   | Ronald Koppelent    | Autriche           | 132    |        | 16         | 14          | 12          |
| 16   | Mitsuru Matsumura   | Japon              | 145    |        | 17         | 17          | 13          |
| 17   | František Pechar    | Tchécoslovaquie    | 147    |        | 14         | 15          | 18          |
| 18   | Robert Rubens       | Canada             | 153    |        | 18         | 18          | 16          |
| 19   | Gilles Beyer        | France             | 173    |        | 19         | 19          | 21          |
| 20   | Paul Cechmanek      | Luxembourg         | 180    |        | 20         | 21          | 20          |
| 21   | William Schober     | Australie          | 187    |        | 22         | 20          | 19          |
| 22   | Flemming Söderquist | Danemark           | 198    |        | 21         | 22          | 22          |

### Dames
| Rang | Nom                 | Nation               | Places | Points | Fig. impo. | Prog. court | Prog. libre |
| ---- | ------------------- | -------------------- | ------ | ------ | ---------- | ----------- | ----------- |
| 1    | Dianne de Leeuw     | Pays-Bas             | 9      |        | 1          | 1           | 2           |
| 2    | Dorothy Hamill      | États-Unis           | 25     |        | 5          | 6           | 1           |
| 3    | Christine Errath    | Allemagne de l'Est   | 31     |        | 6          | 2           | 4           |
| 4    | Wendy Burge         | États-Unis           | 36     |        | 8          | 5           | 3           |
| 5    | Kath Malmberg       | États-Unis           | 46     |        | 4          | 4           | 10          |
| 6    | Isabel de Navarre   | Allemagne de l'Ouest | 53     |        | 3          | 7           | 8           |
| 7    | Lynn Nightingale    | Canada               | 56     |        | 13         | 3           | 5           |
| 8    | Anett Pötzsch       | Allemagne de l'Est   | 78     |        | 10         | 10          | 7           |
| 9    | Susanna Driano      | Italie               | 81     |        | 11         | 9           | 6           |
| 10   | Marion Weber        | Allemagne de l'Est   | 92     |        | 7          | 17          | 12          |
| 11   | Liana Drahová       | Tchécoslovaquie      | 104    |        | 9          | 12          | 14          |
| 12   | Kim Alletson        | Canada               | 107    |        | 14         | 11          | 9           |
| 13   | Emi Watanabe        | Japon                | 114    |        | 17         | 13          | 11          |
| 14   | Gerti Schanderl     | Allemagne de l'Ouest | 118    |        | 15         | 8           | 13          |
| 15   | Liudmila Bakonina   | Union soviétique     | 136    |        | 21         | 16          | 15          |
| 16   | Sonja Balun         | Autriche             | 148    |        | 12         | 20          | 19          |
| 17   | Dagmar Lurz         | Allemagne de l'Ouest | 159    |        | 20         | 14          | 16          |
| 18   | Hana Knapová        | Tchécoslovaquie      | 166    |        | 24         | 19          | 17          |
| 19   | Marie-Claude Bierre | France               | 168    |        | 25         | 15          | 18          |
| 20   | Gail Keddie         | Royaume-Uni          | 192    |        | 16         | 22          | 23          |
| 21   | Karin Iten          | Suisse               | 194    |        | 2          | 27          | 27          |
| 22   | Yun Hyo-jean        | Corée du Sud         | 196    |        | 23         | 18          | 21          |
| 23   | Evi Köpfli          | Suisse               | 203    |        | 19         | 21          | 24          |
| 24   | Michelle Haider     | Suisse               | 205    |        | 22         | 25          | 20          |
| 25   | Sharon Burley       | Australie            | 211    |        | 18         | 23          | 26          |
| 26   | Anne-Marie Verlaan  | Pays-Bas             | 232    |        | 26         | 24          | 25          |
| 27   | Sophie Verlaan      | Pays-Bas             | 240    |        | 27         | 26          | 22          |

### Couples
| Rang | Nom                                    | Nation               | Places | Points | Prog. court | Prog. libre |
| ---- | -------------------------------------- | -------------------- | ------ | ------ | ----------- | ----------- |
| 1    | Irina Rodnina / Aleksandr Zaïtsev      | Union soviétique     | 9      |        | 1           | 1           |
| 2    | Romy Kermer / Rolf Österreich          | Allemagne de l'Est   | 19     |        | 2           | 2           |
| 3    | Manuela Groß / Uwe Kagelmann           | Allemagne de l'Est   | 27     |        | 4           | 3           |
| 4    | Irina Vorobieva / Aleksandr Vlasov     | Union soviétique     | 37     |        | 3           | 4           |
| 5    | Marina Leonidova / Vladimir Bogolyubov | Union soviétique     | 51     |        | 6           | 5           |
| 6    | Melissa Militano / Johnny Johns        | États-Unis           | 57     |        | 5           | 7           |
| 7    | Kerstin Stolfig / Veit Kempe           | Allemagne de l'Est   | 55     |        | 7           | 6           |
| 8    | Karin Künzle / Christian Künzle        | Suisse               | 71     |        | 9           | 8           |
| 9    | Corinna Halke / Eberhard Rausch        | Allemagne de l'Ouest | 84     |        | 8           | 9           |
| 10   | Tai Babilonia / Randy Gardner          | États-Unis           | 90     |        | 10          | 10          |
| 11   | Candace Jones / Don Fraser             | Canada               | 98     |        | 11          | 11          |
| 12   | Ursula Nemec / Michael Nemec           | Autriche             | 109    |        | 13          | 12          |
| 13   | Grażyna Kostrzewińska / Adam Brodecki  | Pologne              | 113    |        | 12          | 13          |
| 14   | Kathy Hutchinson / Jamie McGrigor      | Canada               | 125    |        | 14          | 14          |

### Danse sur glace
| Rang | Nom                                       | Nation           | Places | Points | Danses imposées | Danse libre |
| ---- | ----------------------------------------- | ---------------- | ------ | ------ | --------------- | ----------- |
| 1    | Irina Moïsseïeva / Andrei Minenkov        | Union soviétique | 13     |        | 2               | 1           |
| 2    | Colleen O'Connor / James Millns           | États-Unis       | 19     |        | 1               | 2           |
| 3    | Hilary Green / Glyn Watts                 | Royaume-Uni      | 30     |        | 4               | 3           |
| 4    | Natalia Linitchouk / Guennadi Karponossov | Union soviétique | 36     |        | 3               | 4           |
| 5    | Matilde Ciccia / Lamberto Ceserani        | Italie           | 44     |        | 5               | 5           |
| 6    | Krisztina Regőczy / András Sallay         | Hongrie          | 48     |        | 6               | 6           |
| 7    | Teresa Weyna / Piotr Bojańczyk            | Pologne          | 71     |        | 8               | 8           |
| 8    | Janet Thompson / Warren Maxwell           | Royaume-Uni      | 71     |        | 7               | 9           |
| 9    | Barbara Berezowski / David Porter         | Canada           | 78     |        | 9               | 7           |
| 10   | Eva Peštová / Jiři Pokorný                | Tchécoslovaquie  | 94     |        | 10              | 10          |
| 11   | Kay Barsdell / Kenneth Foster             | Royaume-Uni      | 101    |        | 11              | 11          |
| 12   | Judi Genovesi / Kent Weigle               | États-Unis       | 104    |        | 12              | 12          |
| 13   | Susan Carscallen / Eric Gillies           | Canada           | 110    |        | 13              | 13          |
| 14   | Halina Gordon / Wojciech Bankowski        | Pologne          | 126    |        | 14              | 14          |